# François Bujon de l'Estang
Pour les articles homonymes, voir Bujon et Estang (homonymie).
François Étienne Vladimir Bujon de l'Estang, né le 21 août 1940 à Neuilly-sur-Seine, est un diplomate français, ambassadeur de France au Canada de 1989 à 1991 et ambassadeur de France aux États-Unis de 1995 à 2002, ancien vice-président de l'Institut Pasteur.
Il a été élevé à la dignité d'ambassadeur de France le 9 avril 1999.

## Famille
La famille Bujon est une famille subsistante d'ancienne bourgeoisie du Berry, originaire d'Ainay-le-Château, dont la filiation remonte à Gilbert Bujon (1586-1629), notaire à Meaulne, dans l'actuel département de l'Allier. Le nom « Bujon de l'Estang » apparaît au XVIIIe siècle comme une précision d'usage sans prétention de noblesse. Ses représentants actuels portaient à l'état civil leur seul patronyme Bujon jusqu'à un décret de 2008 rétablissant à l'état civil le nom Bujon de l'Estang.

## Biographie
François Bujon de l'Estang est diplômé de l'Institut d'études politiques de Paris, ainsi que de la Harvard Business School et ancien élève de l'ENA (major de la promotion Montesquieu de 1966).

### Carrière diplomatique
Entré au ministère des Affaires étrangères en Juin 1966, il est d'abord affecté au secrétariat général du Quai d'Orsay avant d'être appelé en Novembre 1966 au secrétariat général de la présidence de la République comme chargé de mission auprès du général de Gaulle, fonction qu'il occupera jusqu'à la démission de celui-ci en Avril 1969. Il est ensuite nommé premier secrétaire à l'ambassade de France à Washington de 1969 à 1973, puis conseiller à l'ambassade de France à Londres de 1973 à 1975. Il est ensuite détaché auprès du ministère de l'Industrie comme conseiller pour les affaires internationales à la délégation générale à l'énergie de 1976 à 1978. Il rejoint ensuite le Commissariat à l'énergie atomique en qualité de directeur des relations internationales et sert simultanément comme représentant de la France au conseil des gouverneurs de l'Agence internationale de l'énergie atomique à Vienne (1978-1980). Il est ensuite de 1980 à 1981 directeur du cabinet d'André Giraud, ministre de l'Industrie, précédemment administrateur général du CEA.
En 1982, après avoir suivi l'Advanced Management Program de la Harvard Business School, il crée à Washington la filiale américaine de Cogema (devenue Areva puis Orano). Il en est président et CEO jusqu'en Avril 1986.
Nommé ambassadeur à Mexico en Janvier 1986, il est cependant appelé (avant de prendre ses fonctions) comme conseiller diplomatique au cabinet du Premier ministre Jacques Chirac dans le premier gouvernement de cohabitation en mars. Il sera conseiller pour les affaires diplomatiques, la défense et la coopération jusqu'en mai 1988.
Après la défaite de la droite en 1988, il demande à être nommé ambassadeur. Il devient ambassadeur de France au Canada de Janvier 1989 à Décembre 1991, puis ambassadeur de France aux Etats-Unis , auprès de l'administration Clinton puis de l'administration Bush, de 1995 à 2002. Il est élevé à la dignité d'ambassadeur de France le 9 Avril 1999.

### Conseil et banque
Président de FBE International Consultants (société de conseil en stratégie internationale), de 1992 à 1995, puis de nouveau à partir de 2003, il est président (chairman) de Citigroup France, de janvier 2003 à décembre 2010, senior international advisor de Citi France, de janvier 2011 à décembre 2012, et membre de l'International et du European advisory board de Citi. Il est aussi administrateur et vice-président de l'institut Pasteur de 2003 à 2005. Il est aussi membre du conseil consultatif international du groupe Total (2003-2021), membre du comité de rédaction de la Revue des deux Mondes, administrateur du Centre national d'études spatiales (2003-2010), administrateur de Thales (2003-2009), administrateur de Tembec (2004-2006), vice-chairman de la French-American Foundation (New York), administrateur de la French-American Foundation (France) et brièvement président du Mona Bismarck American Center for art & culture (Paris, France).
Il a été membre du comité exécutif de la Commission trilatérale de 2006 à 2015.

### Médias
Il est, depuis septembre 2014, intervenant régulier de l'émission hebdomadaire animée par Philippe Meyer, L'Esprit public, diffusée sur France Culture, puis, depuis septembre 2017, diffusée en podcast sous le nom Le Nouvel Esprit public.

## Distinctions
- Officier de la Légion d'honneur[Quand ?]
- Commandeur de l'ordre national du Mérite